# Ksi Persei
Ksi Persei (ξ Per, Menkib) – gwiazda w gwiazdozbiorze Perseusza. Jest odległa od Słońca o około 1240 lat świetlnych.

## Nazwa
Gwiazda ta ma tradycyjną nazwę Menkib, która wywodzi się od arabskiego ‏منكب‎ mankib, co oznacza „ramię” (Plejad) i odnosi się do położenia w dawnej arabskiej konstelacji. Międzynarodowa Unia Astronomiczna zatwierdziła użycie nazwy Menkib dla określenia tej gwiazdy.

## Charakterystyka

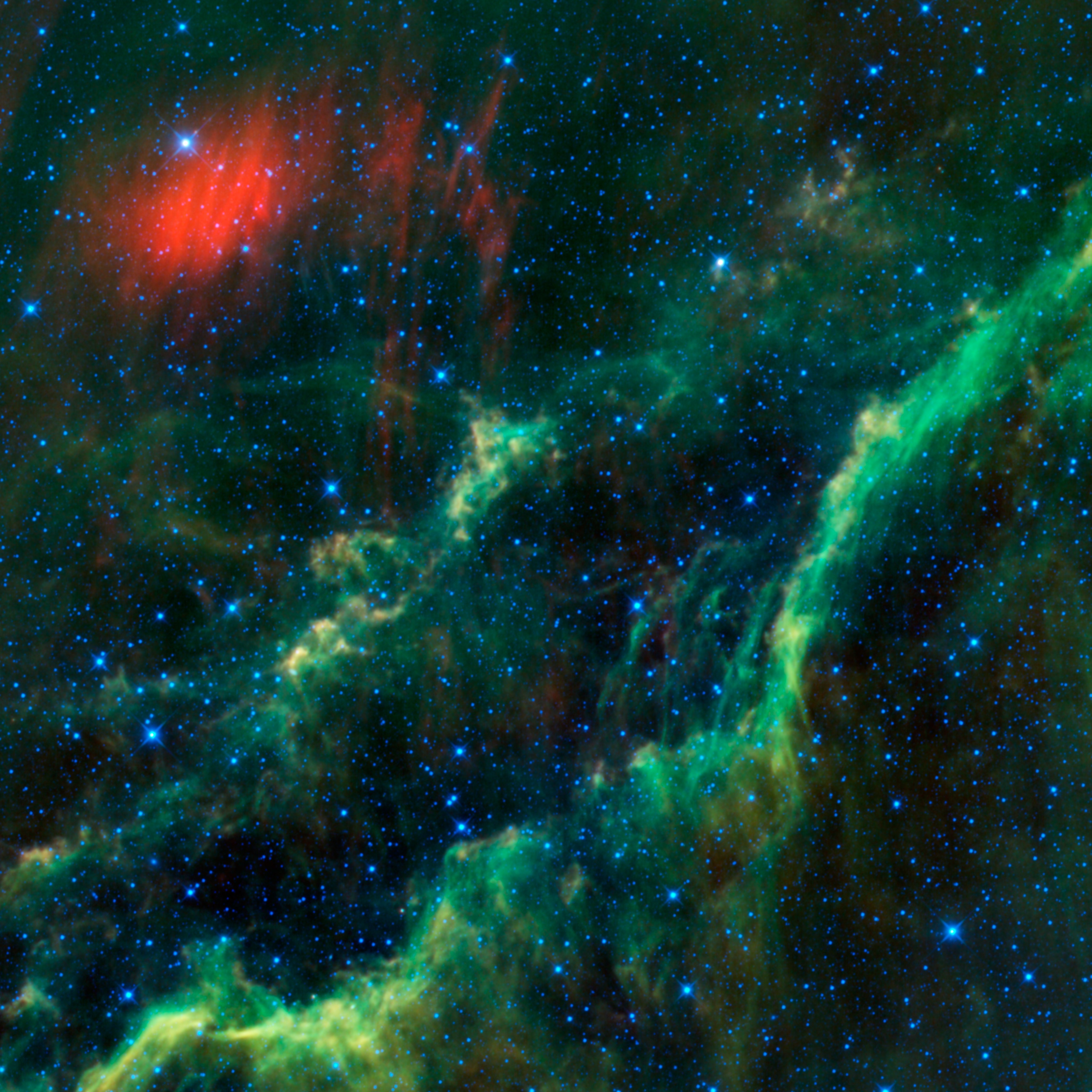
Zdjęcie w podczerwieni ukazujące gwiazdę (w czerwonym obłoku materii międzygwiazdowej, w lewym górnym rogu) i Mgławicę Kalifornia

Menkib to błękitny olbrzym należący do typu widmowego O. Jest to niezwykle gorąca gwiazda, o temperaturze powierzchni około 37 000 K, ponad sześciokrotnie wyższej od temperatury fotosfery Słońca. W zakresie widzialnym jest ona 13 500 razy jaśniejsza od Słońca, a po uwzględnieniu emisji w zakresie ultrafioletu okazuje się 330 000 razy jaśniejsza. Jest to także jedna z najmasywniejszych gwiazd widocznych gołym okiem, początkowo miała masę 40 razy większą niż masa Słońca, ale wskutek silnego wiatru gwiazdowego traci obecnie około jedną milionową masy Słońca rocznie i ocenia się, że w ciągu kilku milionów lat życia utraciła już około 10% pierwotnej masy. Najprawdopodobniej zakończyła ona już syntezę wodoru w hel i w ciągu kilku milionów lat zakończy życie, eksplodując jako supernowa. Gwiazda przejawia pewną zmienność, jej obserwowana wielkość gwiazdowa zmienia się o około 5%. Jest to także gwiazda uciekająca, wyrzucona z obłoku, w którym powstała, przez bliskie spotkanie z inną gwiazdą albo eksplozję. Ma ona bliskiego towarzysza, znacznie mniejszą gwiazdę krążącą wokół olbrzyma z okresem obiegu równym 7 dni. W 2001 roku zaobserwowano też optycznego towarzysza o wielkości 14m, oddalonego o 2,4 sekundy kątowej.
Intensywne promieniowanie tej gwiazdy rozgrzewa i jonizuje mgławicę NGC 1499, znaną też jako Mgławica Kalifornia.